# Critó (metge segle II)
Critó (en grec antic: Κρίτων), com a ciutadà romà anomenat Tit Estatili Critó (en llatí: Titus Statilius Crito), va ser un metge grec natural d'Heraclea que va treballar a la cort imperial de Trajà. Va escriure un treball sobre cosmètica (Κοσμητικά) en quatre llibres que és recollit per Galè. També va escriure un llibre sobre medicines senzilles (Περὶ τῶν Ἁπλῶν Φαρμάκων) esmentat també per Galè i altres.